# Nattønsket
Nattønsket är ett radioprogram i den norska radiokanalen NRK P1 där lyssnarna önskar låtar. Programmet sänds vid midnatt varje dag och är två timmar långt. Programmet bygger på att lyssnarna skickar en hälsning till andra lyssnare eller vänner och familj.